# 約翰·康普頓
約翰·乔治·梅尔文·康普頓爵士，KBE（Sir John George Melvin Compton，1925年4月26日—2007年9月7日），前聖露西亞總理，曾分別於1964年到1979年、1982年到1996年兩度擔任聖露西亞總理，他於1979年2月帶領聖露西亞脫離英國獨立。1984年其擔任聖露西亞總理時曾與中華民國（台灣）建交，直到1996年康普頓大選失利，上台的圣卢西亚工党才轉而與中華人民共和國建交。2006年12月，屬統合勞動黨籍的康普頓再度贏得大選，並重新擔任總理。
康普顿1948年在英国攻读法律和经济，1950年获律师资格并回圣卢西亚开业当律师。1954年加入圣卢西亚工党并当选议员。1957年任贸易和生产部长和工党副领袖。1961年退出工党，另组全国劳工运动，1964年改为統合勞動黨后，任党的领袖。同年6月任内阁首席部长。
2007年5月，康普頓突然中风，被迫前往美国纽约接受治疗，据说是因为在内阁会议上反对外长包士杰等人擅自作出与中华民国复交所致。他後在2007年9月7日於任內逝世，終年82歲。中華民國政府則派遣前行政院長蘇貞昌為特使，參加康普頓國葬。